# 约瑟夫·普鲁斯特
约瑟夫·路易·普鲁斯特（法語：Joseph Louis Proust，1754年9月26日—1826年7月5日）或譯普勞斯特，法国化学家，其最大贡献是确立了定比定律。

## 生平

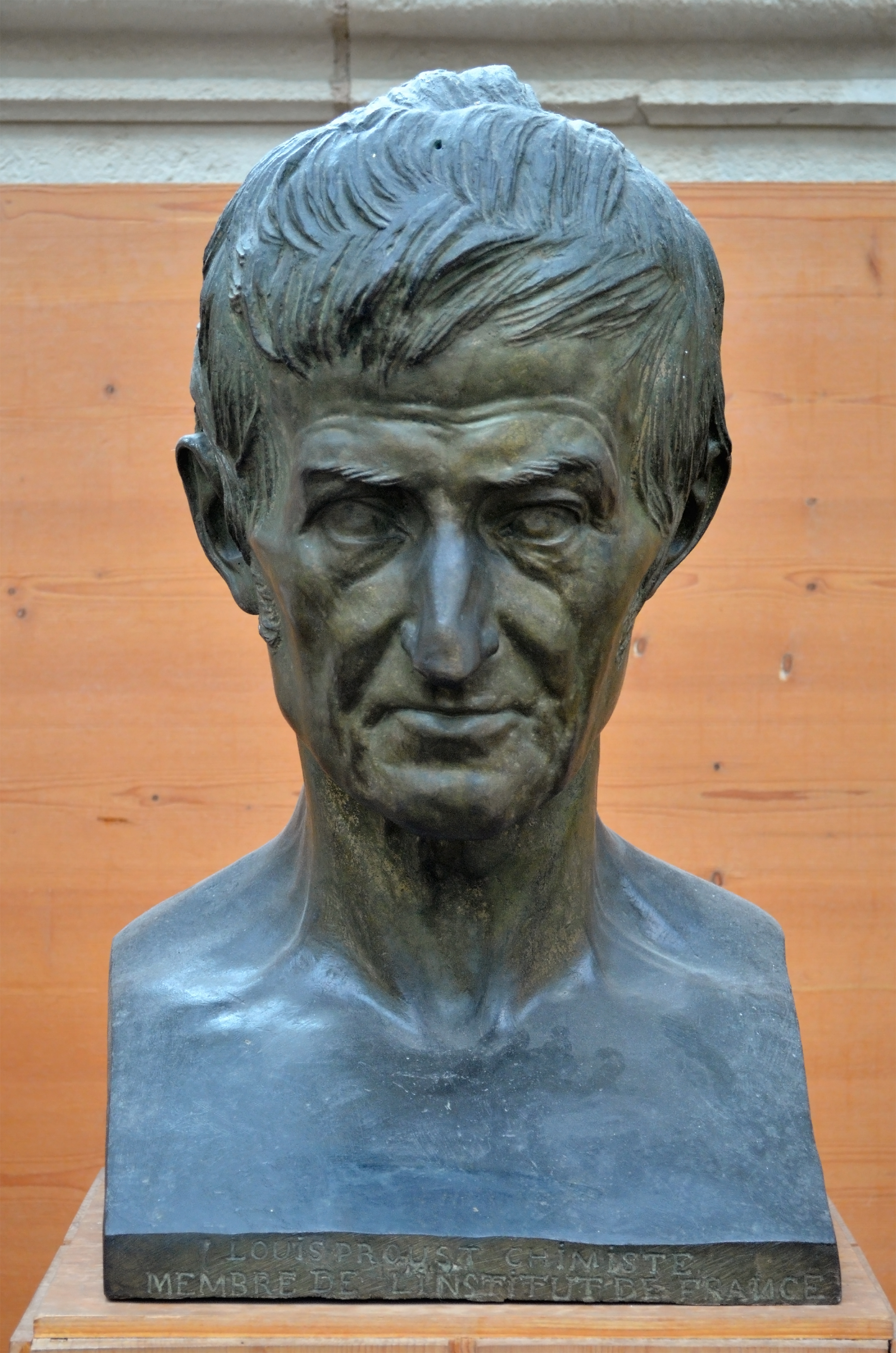
Joseph Louis Proust, David d'Angers (1831).

约瑟夫·普鲁斯特于1754年9月26日生于法国昂热。父亲是一名药师，普鲁斯特在父亲的药房里学习了一些化学，后来到了巴黎，得到了药师的资格。
在卡洛斯四世的影响下，普鲁斯特去了西班牙，在萨拉曼卡大学教授化学。当拿破仑入侵西班牙时，他们烧毁了普鲁斯特的实验室，并迫使他返回法国。1826年7月5日，他在法国昂热去世。
矿物淡红银矿 (Ag3AsS3) 是以他的名字命名的。

## 化学研究
普鲁斯特在化学上的最大成就是证实了定比定律。他对碳酸铜，氧化锡和硫化亚铁进行了研究，把人造碳酸铜和天然矿物碳酸铜比较，发现其中的三种元素铜、碳和氧有着相同的比例。从而在1794年提出了定组成定律，即对于一种特定的化合物，其中各元素的质量比例是一定的。这一观点提出之后，就遭到当时著名化学家贝托莱反对，经过在《物理杂志》上长达八年的论战，普鲁斯特说服了贝托莱。1812 年瑞典化学家贝采利乌斯承认该定律为普鲁斯特首先发现。
普鲁斯特还对甜蔬菜和水果中存在的糖感兴趣。 1799 年，普鲁斯特在马德里向他的班级展示了葡萄中的糖与蜂蜜中的糖是相同的。